# Tauschrausch
Tauschrausch (Originaltitel: The Replacements) ist eine US-amerikanische Zeichentrickserie der Walt Disney Company aus den Jahren 2006 bis 2009.

## Handlung
Die Serie handelt von den beiden Waisenkindern und Geschwistern Todd und Riley Daring. Dabei ist Riley, das Mädchen, die ältere und meist besonnener als ihr Bruder Todd. Beim Reinigen des Waisenhauses finden die beiden ein Comic-Heft, in dem eine ominöse Firma namens Fleemco für sich wirbt. Laut Fleemco können bei ihnen Eltern für 1,99 $ bestellt werden.
So bestellen sich Riley und Todd, angetan von der Auswahlmöglichkeit, neue Eltern, worauf die beiden Agent K, eine britische Superspionin, als Mutter, und Dick, einen weltberühmten Stuntman, als Vater, erhalten. Des Weiteren gibt Fleemco den beiden die Möglichkeit, künftig jeden Erwachsenen in ihrem Leben auszutauschen, der den beiden irgendwie nicht in den Kram passt. Für diesen Zweck erhalten sie ein spezielles Handy, das Fleemtel. So sorgt diese unkonventionelle Familie für einigen Wirbel, wenn beispielsweise Todd seinen Lehrer durch einen Profi-Wrestler ersetzen lässt oder eine strenge Bibliothekarin gegen einen Rockstar austauscht.
In der letzten Folge Unaustauschbar stellt sich heraus, dass Conrad Fleem, der Besitzer von Fleemco, ein verschollener Onkel von Todd und Riley ist und aufgrund seiner fehlenden Erziehungskenntnis mit dem Austauschprogramm den beiden Gutes tun wollte.

## Charaktere

### Hauptcharaktere
Todd Bartholomew Daring-FleemTodd ist ein Unruhestifter und etwas eingebildet. Oft benutzt er das FleemTel wegen Kleinigkeiten, etwa, wenn ihm jemand den Weg versperrt. Er ist zwar aufbrausend, jedoch nicht so naiv, wie seine Schwester.
Riley Eugene Daring-FleemRiley ist die ältere und verantwortungsbewusstere der beiden Daring-Geschwister. Sie ist ein Wildfang und eine Außenseiterin, geht aber dennoch gerne zur Schule. Sie ist idealistisch und nutzt das FleemTel hauptsächlich, um Erwachsene, von denen sie sich ungerecht behandelt fühlt, austauschen zu lassen.
Karen Jane „K“ Mildred DaringSie ist eine britische Geheimagentin und stets gelassen und konzentriert. Allerdings ist sie, aufgrund ihres Berufes, auch im Alltag zuweilen paranoid und kann ihre beruflichen Verhaltensmuster auch im Privatleben nicht ablegen. Sie besitzt Charakterzüge von James Bond, Emma Peel oder Æon Flux
Richard „Dick“ Marion DaringDick ist ein professioneller Stuntman, der zwar keine Ahnung von Kindern hat, sich aber, wie immer, auch dieser Herausforderung stellt und auch selbst zu äußerst kindischem Verhalten neigt. Dick dient als Parodie auf Evel Knievel (er besitzt auch einen Teddy namens Evel Bearnievel).
C.A.R.T.E.R. „Car“C.A.R.T.E.R ist das sprechende Agentenauto, das Agent K mit in die Familie brachte und mit dem sie als Partner zusammen arbeitet. Der Sportwagen ist intelligent, äußerst sarkastisch und besitzt so einige erstaunliche Fähigkeiten. Allerdings kann er Dick nicht ausstehen und die beiden Kinder toleriert er auch auf keinen Fall.
Conrad FleemConrad ist der mysteriöse Besitzer der Fleemco Company, der Riley und Todd mit Rat und Tat zur Seite steht. Seine Motive bleiben jedoch oft schleierhaft. In der letzten Folge der 2. Staffel stellt sich heraus, dass er der verschollene Onkel von Todd und Riley ist.

### Nebencharaktere
TasumiTasumi ist Rileys Freundin, japanischer Herkunft und trägt stets einen Metall-Kampfanzug. Mit ihrer Familie bildet sie eine Gruppe, die das Verbrechen bekämpft; (Sentai). Gegen Mitte der zweiten Staffel findet Riley raus, dass Tasumi ein japanischer Superstar ist und in Pleasent Hills untertaucht.
AbbeyEin afroamerikanisches Mädchen das ebenfalls mit Riley befreundet ist. Obwohl sie die beliebten Mädchen der Schule verachtet, wäre sie doch gerne wie diese.
Buzz WintersEin Schulschläger, der gegen Riley und Todd vorgeht, da er nun nicht mehr den coolsten Vater hat.
Donny RottweilerDonny ist ein Schläger, der sehr viel größer als Todd ist. Er ist Buzz’ Mentor und Todds Todfeind.
Shelton KlutzberryEr ist ein Nerd und ziemliches Weichei, das sich vor Mädchen fürchtet. Nimmt er jedoch seine Brille ab, wird er äußerst groß und muskulös. Jedoch kann er keine Kontaktlinsen tragen und ist daher auf die Brille angewiesen.
Prince Cinnamon BootsDas Maultier Prince Cinnamon Boots oder PCB ist das Haustier der Darings. Sein erster Auftritt erfolgte in Folge 5. Dass er in vielen weiteren Folgen oft vergessen wird, entwickelte sich zum Running Gag.
Johnny HitswellJohnny ist der Schulschwarm, auf den auch Riley ein Auge geworfen hat. Obwohl er bei den Mädchen so beliebt ist, schenkt er diesen meist keine Beachtung. Er spielt Baseball im gleichen Team wie Riley.
Sierra McCoolSie ist das beliebteste Mädchen der Schule und Rileys Rivalin, da auch sie um Johnnys Aufmerksamkeit buhlt.
JacoboJacobo ist Todds bester Freund. Er ist Mexikaner, liebt Gruselbücher und hat ein geheimes Gesangstalent.
Direktor CutlerEr ist der Direktor der George Hefter Middle School und versucht ständig Geld zu machen. Seine Mutter ist eine Eskimo, weshalb er Schnee liebt.

## Veröffentlichung
Die erste Staffel wurde in den USA erstmals ab dem 8. September 2006 im Abendprogramm ausgestrahlt.
In Deutschland war Disneys Tauschrausch zunächst nur bei Toon Disney und dem Disney Channel zu sehen, die Free-TV-Premiere erfolgte dann am 25. November 2007 bei Super RTL. Die zweite Staffel wird in Deutschland seit dem 11. August 2008 im Disney Channel ausgestrahlt.

## Synchronisation
Die deutschsprachige Synchronisation entsteht unter der Dialogregie von Benedikt Rabanus durch die Synchronfirma FFS Film- & Fernseh-Synchron GmbH in München.
| Figur              | Originalsprecher               | Deutscher Sprecher                                             |
| ------------------ | ------------------------------ | -------------------------------------------------------------- |
| Todd Daring        | Nancy Cartwright               | Daniel Schlauch                                                |
| Riley Daring       | Grey DeLisle                   | Marieke Oeffinger                                              |
| Dick               | Daran Norris                   | Gerhard Jilka                                                  |
| Agent K            | Kath Soucie                    | Susanne von Medvey                                             |
| C.A.R.T.E.R.       | David McCallum                 | Fabian von Klitzing (1. Stimme) Christoph Jablonka (2. Stimme) |
| Tasumi             | Lauren Tom                     | Shandra Schadt                                                 |
| Abbey              | Erica Hubbard Tempestt Bledsoe | Maren Rainer                                                   |
| Buzz Winters       | Grey DeLisle                   | John-Alexander Döring (1. Stimme) Jochen Bendel (2. Stimme)    |
| Sheldon Klutzberry | Jeff Bennett                   | Hubertus von Lerchenfeld                                       |
| Johnny Hitswell    | Dee Bradley Baker              | John-Alexander Döring (1. Stimme) Johannes Wolko (2. Stimme) a |
| Sierra McCool      | Tara Strong                    | Anke Kortemeier                                                |
| Jacobo             | Candi Milo                     | Claudia Schmidt                                                |